# Rosalie Bénié
Rosalie Bénié Tano (ur. 21 grudnia 1993) – iworyjska zapaśniczka walcząca w stylu wolnym. Olimpijka z Londynu 2012, gdzie zajęła dziewiętnaste miejsce w kategorii 48 kg.
Zajęła 28 miejsce na mistrzostwach świata w 2014. Piąta na mistrzostwach Afryki w 2011 i 2014 roku.